# مارك-اوليفييه كيمب
مارك-اوليفييه كيمب (بالألمانية: Marc-Oliver Kempf)‏ (28 يناير 1995 بليش في ألمانيا - ) هو لاعب كرة قدم ألماني في مركزي قلب الدفاع والدفاع. شارك مع منتخب ألمانيا تحت 16 سنة لكرة القدم ومنتخب ألمانيا تحت 17 سنة لكرة القدم ومنتخب ألمانيا لكرة القدم تحت 18 سنة ومنتخب ألمانيا تحت 19 سنة لكرة القدم ومنتخب ألمانيا تحت 20 سنة لكرة القدم. أما مع النوادي، فقد لعب مع آينتراخت فرانكفورت ونادي شتوتغارت ونادي فرايبورغ وEintracht Frankfurt II ‏ وSC Freiburg II ‏.

## وصلات خارجية
- مارك-اوليفييه كيمب على موقع قاعدة بيانات كرة القدم.إي يو (الإنجليزية)
- مارك-اوليفييه كيمب على موقع بيانات كرة القدم. دي إي (الألمانية)
- مارك-اوليفييه كيمب على موقع Soccerway.com (الإنجليزية)
- مارك-اوليفييه كيمب على موقع عالم كرة القدم.نت (الإنجليزية)
- مارك-اوليفييه كيمب على موقع AS.com (الإسبانية)